# Lydia Chagoll

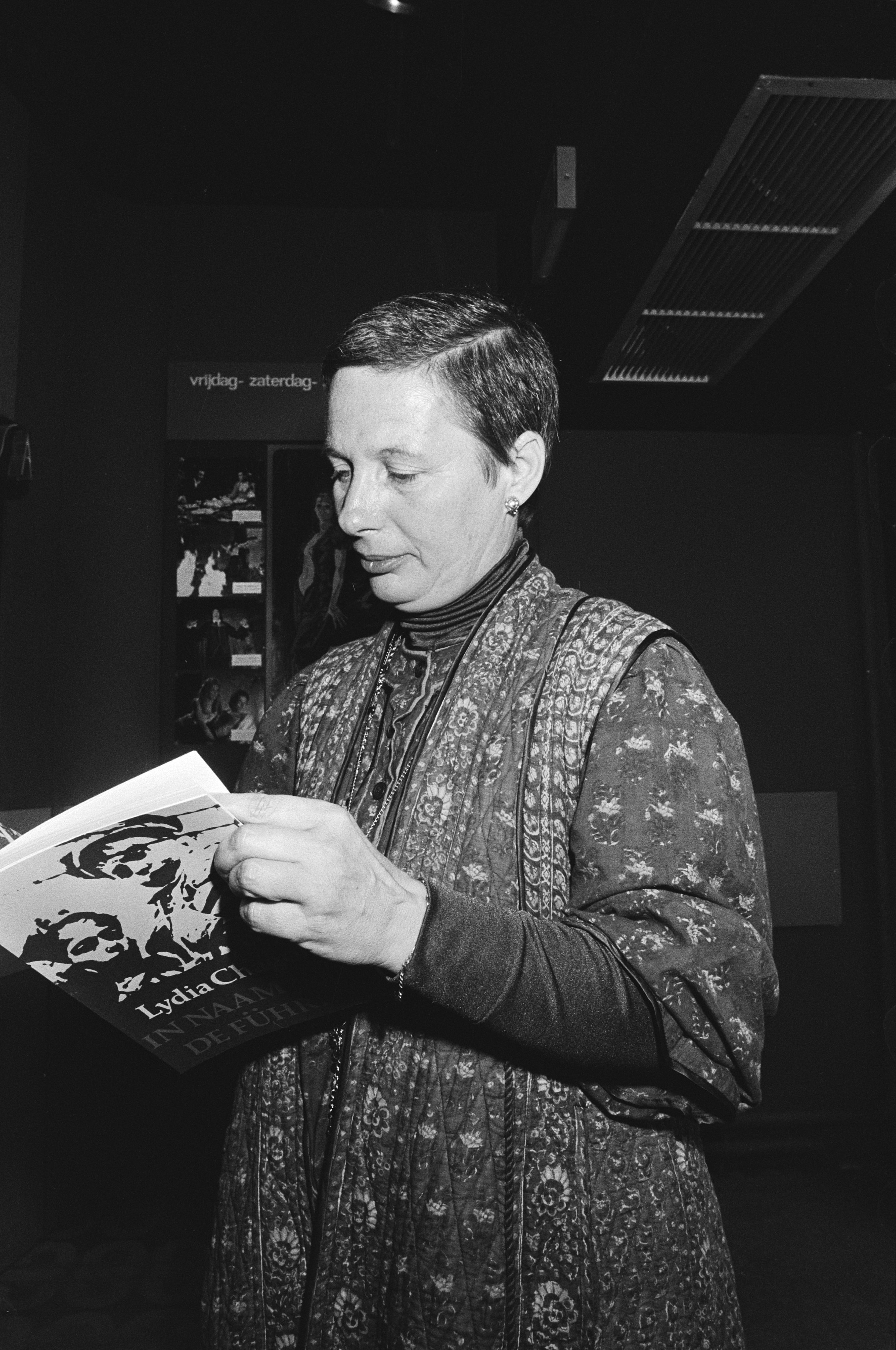
Lydia Chagoll

Lydia Chagoll (Voorburg, 16 juni 1931 - Overijse, 23 juni 2020), geboren als Lydia Aldewereld, was een in Nederland geboren Belgische danseres, choreografe, filmregisseur, scenarioschrijfster, schrijfster en actrice.
Lydia is geboren als Lydia Aldewereld uit Joodse ouders. Toen ze jong was verhuisde ze naar Brussel. Tijdens Wereldoorlog II vluchtte de familie en belandde ze in een Japans interneringskamp in Indonesië. In 1942 werd ze in Tjideng gehouden en overgebracht naar Grogol  in augustus 1943. Ze keerde terug naar Tjideng in augustus 1944. Haar romans Zes jaar en zes maanden (1981) en Hirohito, keizer van Japan. Een vergeten oorlogsmisdadiger? (1988) behandelde die periode. Toen de familie terugkeerde naar Nederland, ontdekten ze dat al hun familieleden waren gedood.
In 1952 nam ze de artiestennaam Lydia Chagoll aan en kreeg ze de Belgische nationaliteit. Chagoll studeerde eerst af aan de Vrije Universiteit Brussel, en vervolgde haar studie aan de École Superieure des Études Choréographiques (Hogere school voor choreografie) in Parijs en begon ze dansles te geven. Ze regisseerde de documentaire film In de naam van de Führer uit 1977, die de André Cavens Award voor Beste Film heeft ontvangen van de Belgische Vereniging van Filmcritici (UCC). In 1982 regisseerde zij Voor de glimlach van een kind over kindermisbruik. Ze voerde campagne in heel België en richtte in 1983 SOS Kinderen op. In 2014, op 83-jarige leeftijd, regisseerde ze Ma Bister over de vervolging van het Roma-volk. Ze kreeg de Prijs voor de Democratie voor Ma Bister..